# Lucius Ansius Phoebus
Lucius Ansius Phoebus war ein antiker römischer Toreut (Erzbildner) aus Capua. Von ihm ist ein signiertes Werk, eine Badeschale aus Bronze, die bei Ausgrabungen in Pompeji gefunden wurde, überliefert. Eine Signatur weist ihn als Schöpfer der Schale aus. Sie wird in die erste Hälfte des 1. Jahrhunderts datiert, dementsprechend muss auch die Lebensphase des Lucius Ansius Phoebus in diese Zeit angesetzt werden. Die Badeschale befindet sich heute im Archäologischen Nationalmuseum in Neapel.